# Тасси, Филомена
Филомена Тасси (англ. Filomena Tassi; род. 1962, Гамильтон, Онтарио) — канадский политический и государственный деятель. Член Палаты общин Канады от Либеральной партии с 2015 года от округа Гамильтон-Уэст-Анкастер-Дандас. Министр, ответственный за Федеральное агентство экономического развития Южного Онтарио (2022—2024). В прошлом — министр общественных работ и закупки Канады (2021—2022), министр труда Канады (2019—2021), министр по делам пожилых людей Канады (2018—2019).

## Биография
Филомена Тасси имеет итальянское происхождение, но родилась и выросла в Гамильтоне в провинции Онтарио.
Тасси изучала право в Университете Западного Онтарио, где получила степень бакалавра, а затем практиковала корпоративное право в течение шести лет. Впоследствии оставила юридическую профессию и приступила к изучению философии и религиозного образования в университете Святого Иеронима (при Университете Уотерлу), где получила степень бакалавра в 1983 году. В 2004 году получила степень магистра в Колледже Святого Михаила Торонтского университета.
Работала школьным капелланом в течение 20 лет.
На федеральных выборах 2015 года Тасси была избрана в Палату общин Канады от Либеральной партии в округе Гамильтон-Уэст-Анкастер-Дандас. В 2018 году заняла пост министра по делам пожилых людей. На выборах 2019 года была переизбрана в парламент. В ноябре 2019 года премьер-министр Джастин Трюдо назначил Тасси министром труда.
26 октября 2021 года по итогам досрочных парламентских выборов был приведён к присяге новый состав правительства Трюдо, в котором Тасси получила портфель министра общественных работ и закупки Канады.
31 августа 2022 года при перестановке в правительстве назначена министром, ответственным за Федеральное агентство экономического развития Южного Онтарио, взамен Хелены Ячек.
20 декабря 2024 года премьер-министр Трюдо произвёл значительные кадровые перестановки в правительстве, выведя из его состава Филомену Тасси.

## Личная жизнь
Замужем, имеет двух детей.